# Bensjukdomar
Bensjukdomar eller skelettsjukdomar (osteopati)  är ett samlingsnamn på sådana sjukdomar som drabbar skelettet. Olika sjukdomsklassifikationssystem förhåller sig olika till huruvida även till exempel frakturer ska räknas till gruppen. Skelettsjukdomar kan delas in i sådana sjukdomar som primärt drabbar skelettet och sådana sjukdomar i andra organ eller organsystem som medför sekundär påverkan på skelettet. Till den sistnämnda gruppen kan till exempel räknas vissa hormon- eller ämnesomsättningssjukdomar som inte primärt är sjukdomar i skelettet men som får till följd att skelettet drabbas. 
Skelettet består endast till en liten del av celler, och majoriteten av benvävnaden utgörs av så kallat extracellulärt matrix, som består av mineraliserade proteiner, som bildas och omsätts av skelettets celler. Vid osteogenesis imperfecta (sjukdomen saknar svenskt namn, men namnet betyder ungefär "ofullständig benbildning") finns en mutation i genen för kollagen, som är det viktigaste strukturproteinet i benvävnad. Resultatet blir ett skört och ömtåligt skelett med ökad frakturrisk. Sjukdomen finns i fyra olika former som varierar i svårighetsgrad från ökad frakturrisk men normal livslängd till död innan födseln. 
Även osteoporos, som är den sjukdom som i vardagligt tal oftast avses när man talar om benskörhet, kännetecknas av onormalt ömtåliga och frakturkänsliga ben. Det finns flera orsaker till osteoporos, som ofta samverkar hos en och samma individ. Bentätheten når sitt maximum i unga vuxenår, och bentätheten bestäms dels av ärftliga faktorer och dels av bland annat vitamin D-tillgång under uppväxten. Därefter blir skelettet successivt skörare med åldern, och ytterligare belastande faktorer som rökning, menopaus och fysisk inaktivitet kan påskynda detta förlopp. Med tiden kan den tilltagande benskörheten leda till frakturer även vid relativt lindriga fall, som ofta drabbar till exempel kotor, handleder och lårben. Behandlingen utgörs av råd om fysisk aktivitet, kosttillskott och läkemedel som påverkar benets ämnesomsättning genom att påverka aktiviteten hos benvävnadens celler. 
Osteoklaster är speciella celler i benvävnad som har till uppgift att bryta ner benvävnad. Benvävnaden ommodelleras kontinuerligt, och ska hela tiden stå i en balans mellan nedbrytning och uppbyggande. Både över- och underfunktion hos osteoklasterna kan leda till sjukdom. Medfött underfungerande osteoklaster förekommer till exempel vid sjukdomen osteopetros, som har fått namn från grekiskans πετρα, sten, på grund av den hårda, stenliknande kvalitet som skelettet får. Det blir emellertid samtidigt väldigt skört, vilket gör att det lätt bryts. Osteopetros beror på underfungerande osteoklaster, där olika orsaker anses kunna ligga bakom underfunktionen. Överfungerande osteoklaster förekommer å sin sida vid Pagets sjukdom (observera att det också finns en bröstsjukdom vid namn Pagets sjukdom, men det är en annan sjukdom och inte den som avses här). Vid Pagets sjukdom börjar en grupp osteoklaster att bryta ner benvävnaden i en viss region, fast mycket snabbt och okontrollerat. Detta följs sedan av en fas där benuppbyggande osteoblaster återskapar benvävnad. De viktigaste symptomen är benvärk och artros. Pagets sjukdom skiljer sig påtagligt i förekomst mellan olika länder.

## Tumörsjukdomar
Det finns både godartade och elakartade tumörsjukdomar i benvävnad. Dessutom är skelettet ett vanligt spridningsställe för elakartade tumörer som inte primärt kommer från skelettet, till exempel lungcancer, prostatacancer, malignt melanom och bröstcancer. Bland de primära elakartade skelettumörerna kan nämnas osteosarkom, som huvudsakligen drabbar barn. Ärftlighet är en viktig riskfaktor. På senare tid har nya behandlingsmetoder medfört en drastiskt förbättrad överlevnad. 

## Skelettengagemang vid övriga sjukdomar
Skelettet är kroppens viktigaste depå för kalcium, och sjukdomar som på olika sätt påverkar kalciumomsättningen drabbar därför också skelettet. Hit hör till exempel störningar i funktionen i bisköldkörtlarna, som bildar det kalciumfrisättande hormonet PTH. Överproduktion av PTH leder till en abnorm frisättning av kalcium från skelettet, som då demineraliseras och blir skört. Njursjukdomar kan också påverka skelettet negativt, då njurarna bland annat är inblandade i kroppens D-vitaminomsättning. Rakit, eller engelska sjukan, är en vitamin D-brist som leder till minskad mängd kalcium i skelettet, som då blir abnormt skört. 